# Front turkmène d'Irak

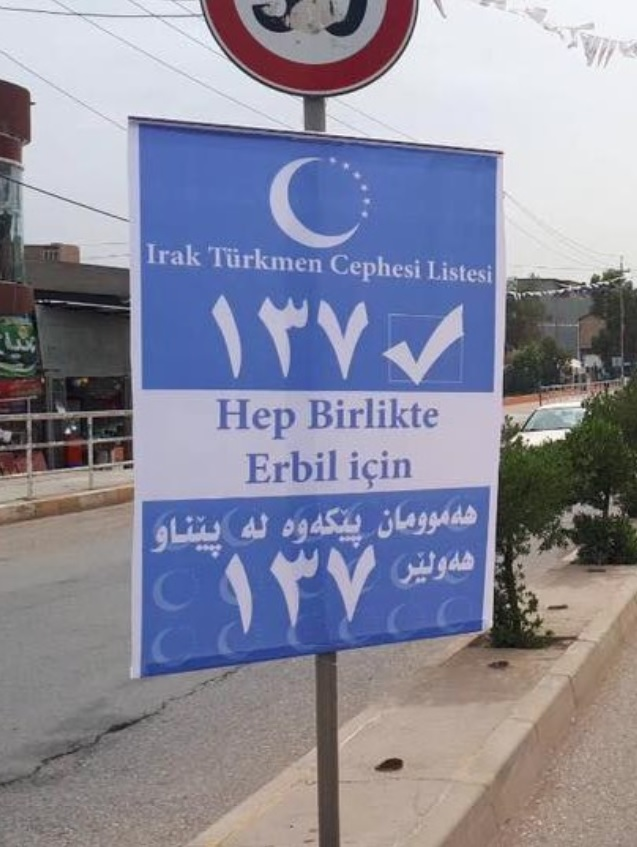
Une affiche électorale en 2018 à Erbil.

Le front turkmène d'Irak ou front Turcoman d'Irak est un parti politique fondé en 1995, issu du regroupement de plusieurs partis turkmènes. Il est surtout présent dans la province de Kirkouk.

## Histoire
En 2017, il est présidé par Archid Salihi.

## Prises de position
Il prône l'unité de tous les turkmènes de la province de Kirkouk et appelle à la résistance contre les actions de Daech et du parti des travailleurs du Kurdistan. Il s'oppose au gouvernement de la région autonome du Kurdistan irakien, l'accusant de préparer une scission de l'Irak.